# Przekop Szczytnicki
Przekop Szczytnicki – kanał wodny (przekop) we Wrocławskim Węźle Wodnym, wybudowany w ramach realizacji inwestycji hydrotechnicznej – budowy nowej drogi wodnej przez Wrocław. Jest on, wraz z odcinkiem Starej Odry i Kanałem Miejskim, elementem drogi wodnej Wrocławski Szlak Miejski (Szlak żeglugowy śródmiejski, Droga Wielkiej Żeglugi). Równolegle do kanału, przebiega Wybrzeże Stanisława Wyspiańskiego. Początek kanału znajduje się w 250 km biegu rzeki Odry.
Obecny kształt tego kanału jest wynikiem inwestycji hydrotechnicznej prowadzonej we Wrocławiu, w ramach przebudowy drogi wodnej na Odrze prowadzącej do i przez miasto, ale z pominięciem centrum miasta i Śródmiejskiego Węzła Wodnego. Inwestycja ta była przeprowadzona w latach 1892–1897 i polegała na budowie nowego szlaku żeglugowego, głównie pod kątem możliwości przewozu drogą wodną materiałów masowych, szczególności węgla z Górnego Śląska. W tym celu, częściowo istniejącym wcześniej korytem, służącym do odprowadzenia wód wezbraniowych i powodziowych, a częściowo nowym Kanałem Miejskim przeprowadzono nową drogę wodną. Budowa tego przekopu wykreowała powstanie Wyspy Szczytnickiej. Stanowi ona część Stopnia Wodnego Szczytniki, rozdzielając Jaz Szczytniki i Śluzę Szczytniki.

## Przebieg
Przebieg Przekopu Szczytnickiego jest następujący:
- początek – Górna Odra Wrocławska
- Śluza Szczytniki, początek 0+250 m kanału Przekop Szczytnicki[8]
- koniec – Stara Odra[b].

## Użytkowanie i znaczenie
Obecnie ten szlak żeglugowy nie ma większego znaczenia transportowego. Długość śluz (Szczytniki – 44,2 m, Miejskiej – 48 m, lub 55,80 m), jest zdecydowanie za mała w stosunku do współczesnych standardów. Żegluga transportowa odbywa się przez Kanał Żeglugowy, odcinkiem Starej Odry i Kanał Różanka. Natomiast szlak ten wykorzystany jest do celów turystycznych i rekreacyjnych. Między innymi z Przystani Zwierzynieckiej prowadzone są rejsy przez Przekop Szczytnicki do centrum miasta lub Górną Odrą Wrocławską w kierunku Wyspy Opatowickiej. Awanport górny śluzy na Przekopie Szczytnickim służy jako przystań i zimowisko dla jednostek pływających. W pobliżu kanału znajduje się Politechnika Wrocławska, a także Klub Studencki TAWERNA.

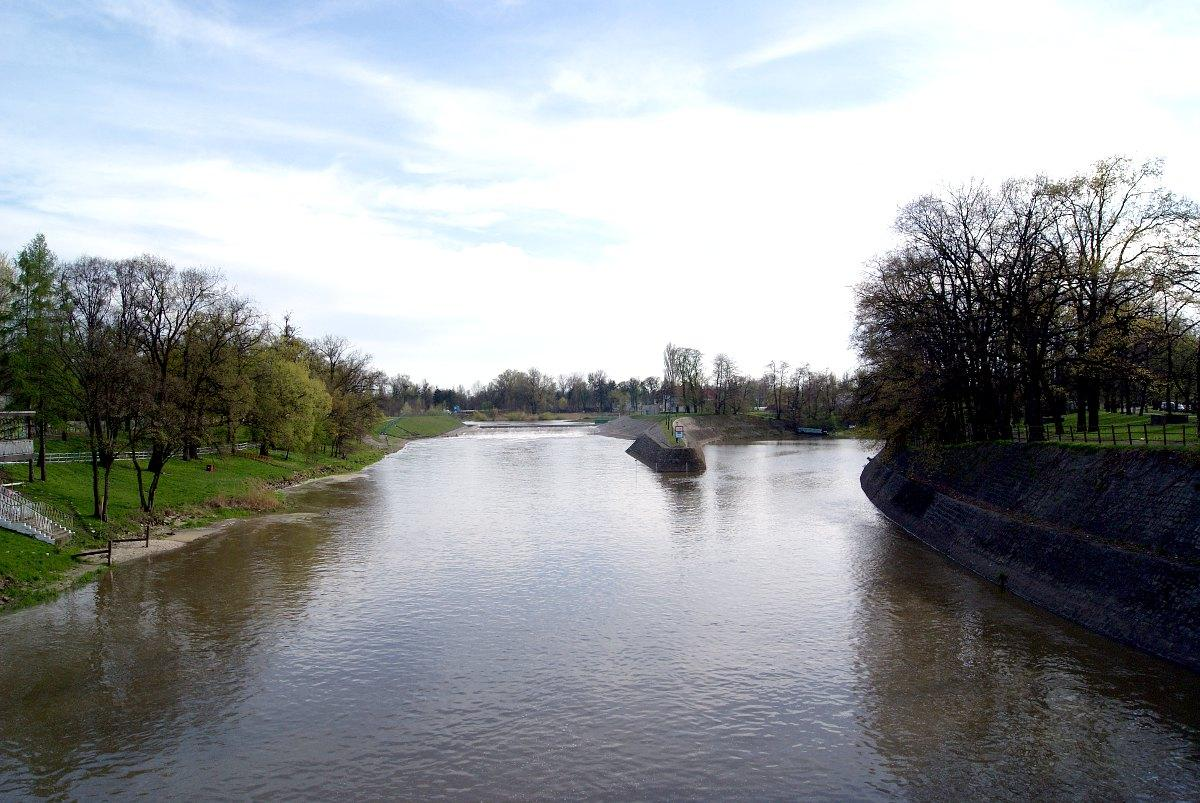
Ujście przekopu do Starej Odry